# 梅坎铁路
梅坎铁路自广东省梅州市至福建省龙岩市永定县坎市镇，全长143.14公里，其中广东段全长99.78公里，福建段48公里。1998年4月动工，2000年6月26日全线铺通。2000年9月30日开通货运，2001年3月1日开通客运。现与漳龙坎铁路和广梅汕铁路龙川至梅州段合为漳龙铁路。
途经广东省梅州市梅县区、大埔县和福建的永定县，为国家二级铁路，设计时速80公里。是广东省的第四条出省铁路。福建省的第三条出省铁路。

## 与其它铁路的连接
- 梅州：广梅汕铁路。
- 坎市：漳龙坎铁路。